# Spoorlijn Utrecht - Rotterdam
De Spoorlijn Utrecht - Rotterdam Maas is de tussen 1855 en 1858 door de Nederlandsche Rhijnspoorweg-Maatschappij (NRS) geopende en in 1953 door de Nederlandsche Spoorwegen omgeleide spoorlijn die Utrecht met Woerden, Gouda en Rotterdam CS verbindt.

## Geschiedenis

### Spoorlijn Utrecht - Rotterdam Maas
De spoorlijn van station Utrecht op de locatie van het huidige station Utrecht Centraal naar station Rotterdam Maas werd aangelegd door de Nederlandsche Rhijnspoorweg-Maatschappij als zijtak van de Rhijnspoorweg Amsterdam - Utrecht - Arnhem - Oberhausen. Bij de aanleg ondervond men op diverse plaatsen grote problemen vanwege de zeer slappe veengrond. Omdat bij Rotterdam Maas door bezwaren van omwonenden niet meteen een station kon worden gebouwd, was de eerste jaren Rotterdam Boerengat het eindpunt van de lijn. Rotterdam Maas was een kopstation en lag aan wat nu de Maasboulevard heet, ongeveer ter hoogte van het voormalige zwemparadijs annex zalencomplex Tropicana.
Na de aanleg van de spoorlijn werd een aantal houten directieketen in gebruik genomen als station, namelijk Woerden, Oudewater, Nieuwerkerk en Capelle aan den IJssel.
In 1899 vond op de spoorlijn een spoorwegongeval plaats met acht doden en twaalf gewonden, dit was de grootste treinramp in Nederland in de 19e eeuw.

### Ceintuurbaan
In 1899 werd door de Hollandsche IJzeren Spoorweg-Maatschappij de Ceintuurbaan geopend. Deze ringlijn liep rond Rotterdam van Rotterdam Maas naar Rotterdam Delftsche Poort, het hoofdstation van Rotterdam, en ging daarbij om Kralingen, Crooswijk en het Oude Noorden heen. Deze lijn vormde de verbinding tussen de spoorlijn Utrecht - Rotterdam Maas en de Oude Lijn (Amsterdam - Rotterdam DP). Ook de in 1908 geopende Hofpleinlijn kreeg een aansluiting op de Ceintuurbaan.
Bij de ingebruikname van de huidige omleiding van Nieuwerkerk aansluiting naar het noordelijk deel van de Ceintuurbaan bij Rotterdam Noord Goederen, in 1953, werd het oostelijk deel van de Ceintuurbaan gesloten en opgebroken. Op de plaats van dit oostelijke deel liggen nu de Boszoom en de Kralingse Zoom.
Tot het ontwerp van de Ceintuurbaan behoorde ook een rangeerterrein. Dat is er echter nooit gekomen. In 1933 werd op het hiervoor jarenlang gereserveerde terrein de Golfbaan Kralingen aangelegd. De begrenzing van het golfterrein langs de Boszoom volgt nog steeds de oorspronkelijke contouren van het ooit geprojecteerde rangeerterrein.

### Omleiding Nieuwerkerk aansluiting - Rotterdam Noord
Al vrij snel na de aanleg van de Ceintuurbaan kwam het idee op om de spoorlijn uit Utrecht vanaf Nieuwerkerk aan den IJssel te verleggen en te laten aansluiten op het noordelijke deel van deze Ceintuurbaan, zodat alle treinen op hetzelfde station in Rotterdam zouden aankomen. Pas in 1940, nadat het Maasstation volledig was verwoest bij het bombardement op Rotterdam, werd de knoop definitief doorgehakt. In 1942 begon men met de aanleg van de nieuwe spoorbaan, die op een dijk kwam te liggen. De ervaringen bij de aanleg van de bestaande lijn in acht nemend, besloot men om verzakkingen te voorkomen de veengrond eerst af te graven tot op de kleilaag en daarop zand te storten. In 1943 werden de werkzaamheden door de Duitse bezetter stilgelegd, maar na de oorlog meteen weer opgepakt. In mei 1953 was de nieuwe verbinding tussen Nieuwerkerk aansluiting en de Ceintuurbaan ter hoogte van Rotterdam Noord Goederen gereed. Na enkele maanden proefrijden werd de lijn in oktober 1953 definitief in gebruik genomen.
Tegelijkertijd werd de oude lijn naar Rotterdam Maas gesloten en enkele jaren later al opgebroken. Alleen het baanvak tussen Nieuwerkerk aansluiting en het oude station van Nieuwerkerk bleef nog tot 1970 in gebruik voor goederenvervoer. In 1971 werd ook hier het spoor opgebroken. Op het verlaten tracé werd later de provinciale weg 219 aangelegd.
Over de oude spoorbaan liggen nu de Schielandweg, de Abram van Rijckevorselweg en de Maasboulevard. Op de kruising van de 's-Gravenweg met de Schielandweg in Nieuwerkerk aan den IJssel, die in de volksmond nog steeds 'Scheve Overweg' wordt genoemd, is op de rotonde een monument geplaatst dat herinnert aan de tijd toen hier nog treinen reden. Tevens is in Nieuwerkerk aan den IJssel nog een klein deel van de vroegere aftakking herkenbaar van de huidige spoorlijn richting Rotterdam Maas. Het spoorlichaam is breder en een bruggenhoofd is nog intact. Dit is vanuit Rotterdam komend, aan de rechterhand duidelijk te zien vanuit de trein. Het wandelpad langs de Maas in Rotterdam, parallel aan de Maasboulevard, heeft de toepasselijke naam Rhijnspoorkade gekregen.

### Opening forensenstations
Na de verlegging van de spoorlijn in de wederopbouwperiode zijn de ontwikkelingen aan de spoorlijn verdergegaan: er werden verschillende forensenstations geopend zoals station Rotterdam Alexander (1968), Station Nieuwerkerk a/d IJssel (1971) en Station Capelle Schollevaar (1981). Station Rotterdam Alexander kreeg in 1983 met de opening van de Oost-Westlijn (Calandlijn) een aansluiting op het metronetwerk van Rotterdam en werd daarmee een belangrijk overstapstation (onder meer voor studenten van de Erasmus Universiteit) en tevens een intercitystation. In 1993 werd station Gouda Goverwelle geopend, in 2003 station Utrecht Terwijde en in 2013 station Utrecht Leidsche Rijn.

### Opheffen knelpunten en uitbreiding spoorcapaciteit
De spoorlijn is vanaf de jaren '90 sterk uitgebreid in capaciteit in het kader van de aanpak van de grote spoorwegknelpunten (Gouda), in het kader van Rail 21 (Gouda Goverwelle tot en met Woerden) en in het kader van Randstadspoor (Utrecht Leidsche Rijn). Vanuit Rotterdam naar Utrecht gezien zijn de volgende verbeteringen gerealiseerd:

#### Gouda
in 1992 werd de aansluiting bij Gouda (waar de lijnen uit Den Haag en Alphen a/d Rijn samenkomen met de lijn uit Rotterdam) verbeterd. De lage 3-sporige brug (waar treinen van drie verschillende spoorlijnen gebruik van moesten maken en die vaak geopend moest worden), werd vervangen door een hogere 4-sporige brug die veel minder vaak geopend hoeft te worden. Verder werd er (ten hoogte van Moordrecht) een fly-over aangelegd waardoor treinen uit Den Haag, de treinen tussen Gouda en Rotterdam niet meer hinderen. Een aantal jaar later, rond 1997, kreeg in het kader van Rail 21, de enkelsporige spoorlijn Gouda - Waddinxveen - Alphen a/d Rijn ook ter hoogte van de Gouwe een eigen tracé met brug zodat de treinen op deze lijn de treinen op de lijnen naar Den Haag en Rotterdam v.v. niet meer hinderen. Tussen deze aansluiting in Moordrecht en Gouda liggen sinds 1997 in totaal 5 sporen zodat geen enkele lijn zijn sporen hoeft te delen met een andere lijn. Het station Gouda heeft passeersporen voor goederentreinen en intercity's. Maar sinds station Gouda met de dienstregeling van 2007 de intercitystatus heeft gekregen worden deze sporen door intercity's niet meer gebruikt. Het spoor is tussen station Gouda en station Gouda Goverwelle (ook in het kader van Rail 21) 4-sporig gemaakt (de extra sporen waren in 1996 in gebruik). Ook is er een keerspoor ten oosten van station Gouda Goverwelle zodat sprinters uit Den Haag of Rotterdam hier makkelijk kunnen keren.

#### Hogebrug en Woerden
Tussen Gouda en Woerden zijn bij Hogebrug, op het grondgebied van de gemeente Oudewater, rond 1992 over enkele kilometers aan weerszijden van de hoofdlijn twee wachtsporen voor goederentreinen aangelegd: langzame goederentreinen konden tijdelijk aan de kant zodat ze ingehaald kunnen worden door (snellere) reizigerstreinen. De wachtsporen lagen eerst bij Gouda maar door de hogere brug moest het wachtspoor op grotere afstand van de brug geplaatst worden zodat een goederentrein vanuit stilstand voldoende snelheid kon ontwikkelen om de brug te beklimmen (en voor de andere richting gold dat voor de fly-over in Harmelen die in 1996 in gebruik zou komen). Tevens werden deze sporen gezien als een voorbereiding op een viersporigheid tussen Gouda en Woerden. Maar in 2023 heeft ProRail deze wachtsporen weer op laten breken zodat er geen onderhoud hoeft te worden gedaan en de kans op wisselstoringen afneemt. Ook ter hoogte van Woerden is de spoorlijn in de loop der jaren verbeterd. Sinds 1996 takken zowel de spoorlijn Woerden - Leiden als de spoorlijn Harmelen - Breukelen middels fly-overs van de hoofdlijn af (of aan) zodat tegemoetkomende treinen niet meer gehinderd worden. Station Woerden is tussen 1995 en 2006 in fasen uitgebreid tot een station met twee eilandperrons, vier perronsporen en twee passeer-sporen voor intercity's: in tegenstelling tot voor die tijd kunnen sprinters uit diverse richtingen hierdoor nu tegelijk stoppen in Woerden en tevens zitten deze Sprinters tijdens het halteren de snellere Intercity's niet meer in de weg. Rond 1996 is ook het spoor tussen beide genoemde aansluitingen, die aan de weerszijden van Woerden liggen, viersporig gemaakt.

#### Utrecht
Naar aanleiding van de ontwikkeling van de Vinex-wijk Leidsche Rijn en de ontwikkeling van het Randstadspoor (onder meer om deze Vinexwijk te kunnen ontsluiten) is de spoorlijn tussen Woerden en station Utrecht Leidsche Rijn 4-sporig gemaakt en opgehoogd. Dit project was in 2010 voltooid. Tussen station Utrecht Leidsche Rijn en station Utrecht Centraal zijn tussen 2016 en oktober 2018, onder meer door het plaatsen van een extra spoorbrug, de laatste resterende kilometers ook 4-sporig gemaakt zodat Intercity's en Sprinters tussen Utrecht en Woerden onafhankelijk van elkaar kunnen rijden. Want de aansluiting van de spoorlijn op het emplacement van Utrecht Centraal was rond 1995 al viersporig gemaakt. Bij Utrecht Centraal is toen onder meer een bestaande enkelsporige vrije kruising verbreed en dubbelsporig gemaakt zodat de Sprinters (en pendel-Intercity's) vanuit Utrecht de (doorgaande) Intercitytreinen op het traject Utrecht-Gouda niet meer zouden hinderen.

## Stations en gebouwen
Overzicht van stations langs de lijn (cursief: voormalig station):
| Station                   | Geopend | Huidig gebouw                                                                                 |
| ------------------------- | ------- | --------------------------------------------------------------------------------------------- |
| Utrecht Centraal          | 1843    | 2016, NS, nieuwbouw en deels verbouw, uniek ontwerp Benthem Crouwel Architecten en Movares    |
| Utrecht Leidsche Rijn     | 2013    | 2013, NS, 1e gebouw, type Randstadspoorhalte                                                  |
| Utrecht Terwijde          | 2003    | 2007, NS, 1e gebouw, type Randstadspoorhalte                                                  |
| Vleuten                   | 1881    | 1922, SS, 2e gebouw, uniek ontwerp van Van der Steur nog aanwezig, station verplaatst in 2007 |
| Vleuten                   | 2007    | 2007, NS, 1e gebouw, type Randstadspoorhalte                                                  |
| Harmelen                  | 1855    | geen, station gesloten in 1936, haltegebouw Standaardtype Harmelen gesloopt in 1935           |
| Woerden                   | 1855    | 1911, SS, 2e gebouw, uniek ontwerp van De Jong                                                |
| Oudewater                 | 1855    | geen, station gesloten in 1936, houten gebouw gesloopt in 1938                                |
| Hekendorp                 | 1855    | geen, station gesloten in 1936                                                                |
| Gouda Goverwelle          | 1993    | 1993, NS, 1e gebouw, uniek ontwerp van Laboyrie nu in gebruik als snackbar                    |
| Gouda                     | 1855    | 1984, NS, 3e gebouw, uniek ontwerp van Markenhof                                              |
| Moordrecht                | 1855    | geen, station gesloten in 1935                                                                |
| Nieuwerkerk a/d IJssel    | 1971    | 1989, NS, 2e gebouw, uniek ontwerp van Fikkers                                                |
| Capelle Schollevaar       | 1981    | 1981, NS, 1e gebouw, uniek ontwerp van Douma                                                  |
| Rotterdam Alexander       | 1968    | 1983, NS, 2e gebouw, uniek ontwerp van Trabsky                                                |
| Rotterdam Noord           | 1953    | 1953, NS, 1e gebouw, uniek ontwerp van Van Ravesteyn                                          |
| Rotterdam Centraal        | 1957    | 2014, NS, 2e gebouw uniek ontwerp                                                             |
| Rotterdam Delftsche Poort | 1847    | geen, in 1957 vervangen door Rotterdam Centraal                                               |

Overzicht van stations aan het gesloten gedeelte tussen Nieuwerkerk Aansluiting en Rotterdam Maas:
| Station              | Geopend | Huidig gebouw                                                                           |
| -------------------- | ------- | --------------------------------------------------------------------------------------- |
| Nieuwerkerk          | 1855    | 1908, SS, 2e gebouw uniek ontwerp in gebruik als restaurant, station gesloten in 1935   |
| Ouderkerk a/d IJssel | 1903    | geen, station gesloten in 1935                                                          |
| Capelle a/d IJssel   | 1855    | geen, station gesloten in 1935, gebouw gesloopt in 1970                                 |
| Kralingsche Veer     | 1905    | geen, station gesloten in 1935                                                          |
| Rotterdam Boerengat  | 1855    | geen, station gesloten in 1858                                                          |
| Rotterdam Maas       | 1858    | geen, station gesloten in 1953, gebouw vernietigd bij Bombardement op Rotterdam in 1940 |

Overzicht van stations aan de, tussen 1899 en 1953 in gebruik zijnde, Ceintuurbaan tussen station Rotterdam Delftsche Poort en de oorspronkelijke spoorlijn Utrecht-Rotterdam Maas:
| Station       | Geopend | Huidig gebouw                                                |
| ------------- | ------- | ------------------------------------------------------------ |
| Terbregseweg  | 1899    | geen, station gesloten in 1953                               |
| Hillegersberg | 1899    | geen, station in 1953 vervangen door station Rotterdam Noord |

## Treindienst
De treindienst wordt verzorgd door NS.
Er rijden tussen Utrecht Centraal en Rotterdam Centraal vier intercity's per uur, die onderweg alleen stoppen te Gouda en Rotterdam Alexander. Tussen Utrecht Centraal en Gouda rijden nog vier intercity's per uur die na Gouda verder rijden naar Den Haag Centraal. Tussen Utrecht Centraal en Woerden rijden nog twee intercity's per uur, die ook stoppen in Woerden en na Woerden verder rijden naar Leiden.
Tussen Utrecht Centraal en Woerden rijden vier sprinters per uur, waarvan er twee Woerden als eindpunt hebben en de andere twee doorrijden naar Gouda en Den Haag Centraal. Tussen Woerden en Rotterdam Centraal rijden twee sprinters per uur, die afkomstig zijn uit Uitgeest en Amsterdam Centraal. Tussen Gouda Goverwelle en Rotterdam Centraal rijden van maandag tot en met vrijdag tussen 6:30 uur en 10:00 uur en tussen 15:30 uur en 19:00 uur twee extra sprinters per uur. Daarnaast rijden tussen Gouda Goverwelle en Gouda van maandag tot en met vrijdag overdag tot 21:00 uur nog twee extra sprinters per uur, die na Gouda verder rijden richting Den Haag Centraal.
De lijn, of delen daarvan, wordt in de dienstregeling 2025 door de volgende treinseries bediend:
| Serie            | Treinsoort         | Route | Bijzonderheden |
| ---------------- | ------------------ | --- | --- |
| 500              | Intercity (NS)     | Den Haag Centraal – Gouda – Utrecht Centraal – Amersfoort Centraal – Zwolle – Assen – Groningen                         | |
| 600              | Intercity (NS)     | Leeuwarden – Meppel – Zwolle – Amersfoort Centraal – Utrecht Centraal – Gouda – Den Haag Centraal                       | |
| 1700             | Intercity (NS)     | Den Haag Centraal – Gouda – Utrecht Centraal – Amersfoort Centraal – Apeldoorn – Deventer – Almelo – Hengelo – Enschede | Rijdt na 20:00 uur tussen Enschede en Utrecht Centraal en rijdt dan vanaf Utrecht Centraal door als Intercity 2800 naar Rotterdam Centraal.                                                                |
| 2000             | Intercity (NS)     | Rotterdam Centraal – Gouda – Utrecht Centraal                                                                           | Rijdt tot circa 20:30. Op zaterdagochtend start deze serie op rond 10:00 en op zondagochtend rond 11:00.                                                                                                   |
| 2800             | Intercity (NS)     | Rotterdam Centraal – Gouda – Utrecht Centraal                                                                           | s Avonds na circa 21:00, op zaterdagochtend tot circa 9:00 en op zondagochtend tot circa 11:00 rijdt deze serie vanaf Utrecht Centraal door als Intercity 1700 naar Enschede.                              |
| 4000             | Sprinter (NS)      | Uitgeest – Zaandam – Amsterdam Centraal – Breukelen – Woerden – Gouda – Rotterdam Centraal                              | |
| 6000             | Sprinter (NS)      | Den Haag Centraal – Gouda – Utrecht Centraal – Geldermalsen – 's-Hertogenbosch                                          | Rijdt alleen na 18:00 uur en van vrijdag t/m zondag. |
| 6700             | Sprinter (NS)      | Leiden Centraal – Alphen a/d Rijn – Woerden – Utrecht Centraal – Geldermalsen – Tiel                                    | Rijdt alleen na 18:00 uur en van vrijdag t/m zondag. Rijdt non-stop tussen Woerden en Utrecht Centraal. |
| 6800             | Sprinter (NS)      | Den Haag Centraal – Gouda – Gouda Goverwelle                                                                            | Rijdt alleen tijdens de spits van maandag t/m donderdag. |
| 6900             | Sprinter (NS)      | Den Haag Centraal – Gouda – Utrecht Centraal – Geldermalsen – Tiel                                                      | Rijdt alleen van maandag t/m donderdag tot 18:00 uur. |
| 8800             | Sprinter (NS)      | Leiden Centraal – Alphen a/d Rijn – Woerden – Utrecht Centraal – Geldermalsen – 's-Hertogenbosch                        | Rijdt alleen van maandag t/m donderdag tot 18:00 uur. Rijdt non-stop tussen Woerden en Utrecht Centraal.                                                                                                   |
| 8900             | Sprinter (NS)      | (Leiden Centraal – Alphen a/d Rijn – )Woerden – Utrecht Centraal                                                        | Rijdt niet in het weekend en na 20.00 uur. Rijdt alleen van maandag t/m vrijdag in de spitsuren van/naar Leiden Centraal en vormt dan tussen Leiden Centraal en Woerden een kwartierdienst met serie 8800. |
| Nachttrein 17300 | Nachttrein (Qbuzz) | Dordrecht – Rotterdam Centraal – Rotterdam Alexander – Gouda – Woerden – Utrecht Centraal                               | Rijdt op vrijdag- en zaterdagnacht twee ritten in beide richtingen. |

## Treinramp Harmelen
De treinramp bij Harmelen vond plaats op 8 januari 1962 om 9.19 uur nabij het Utrechtse dorp Harmelen, maar op het grondgebied van de toenmalige gemeente Kamerik. Bij de botsing tussen twee reizigerstreinen vielen 91 doden en 54 gewonden, waarmee dit de grootste treinramp uit de geschiedenis van de Nederlandse spoorwegen is.